# Anne no nikki: Anne Frank monogatari
Anne no nikki: Anne Frank monogatari (アンネの日記 アンネ·フランク物語?, Anne no nikki: Anne Furanku monogatari, lett. "Il diario di Anna: La storia di Anna Frank") è un film d'animazione televisivo del 1979 diretto da Eiji Okabe. È talvolta indicato come Anne Frank Monogatari: Anne no nikki to douwa yori (アンネ・フランク物語 -アンネの日記と童話より- lett. "La storia di Anna Frank - Dal diario e dalle fiabe di Anna-").
La storia è tratta dal Diario scritto dalla piccola Anna Frank dal 1942 al 1944 durante la sua clandestinità, prima di essere catturata e internata nei campi di sterminio nazisti dove morirà di tifo. La pellicola è stata prodotta dalla Nippon Animation in collaborazione con TV Asahi per commemorare il cinquantesimo anniversario della nascita di Anna, ed è il primo adattamento animato della storia. Il film intervalla alla narrazione quattro racconti fantastici scritti da Anna, utilizzandoli come interludio alla sua prigionia. Contiene inoltre un'intervista al padre di Anna, Otto Frank, e riprese dal vivo di campi di concentramento nazisti e di paesaggi dei Paesi Bassi. Il lungometraggio venne trasmesso da TV Asahi il 28 settembre 1979 dalle 21:00 alle 22:22; da allora non è mai stato replicato o distribuito in home video, e ad oggi risulta inedito al di fuori del Giappone. È da alcuni considerato un precursore degli anime con protagonisti bambini in tempo di guerra, come Hadashi no Gen e Una tomba per le lucciole.
Nel 1995 è stato prodotto un film tratto dal medesimo soggetto dallo studio Madhouse per la regia di Akinori Nagaoka dal titolo Anne no nikki, anche questo inedito in Italia.

## Trama
Anna Frank è una ragazzina ebrea di 13 anni che vive ad Amsterdam durante la seconda guerra mondiale. Grazie all'avvedutezza del padre che si rende conto del pericolo che gli ebrei stanno correndo, si nasconde in una soffitta per sfuggire ai rastrellamenti con tutta la sua famiglia e altre quattro persone. In quel luogo le otto persone vivranno per oltre due anni nel buio quasi assoluto, con la paura di essere scoperte.
Durante questo periodo la giovane Anna scrive un diario, descrivendo la sua vita giorno per giorno, il suo rapporto conflittuale con la madre, la storia del suo primo amore con Peter, il ragazzo che vive nascosto assieme a lei e i suoi più grandi desideri: poter respirare l'aria aperta e sentire di nuovo il profumo dei fiori.
La storia termina con la scoperta del nascondiglio da parte dei nazisti, la cattura di Anna ed il conseguente internamento in quel campo di sterminio dal quale non farà più ritorno.

## Doppiaggio
| Personaggi          | Doppiatori      |
| ------------------- | --------------- |
| Anna Frank          | Mariko Fuji     |
| Margot Frank        | Miyuki Ueda     |
| Edith Frank         | Noriko Nakamura |
| Otto Frank          | Tooru Abe       |
| Hermann Van Daan    | Kōichi Kitamura |
| Petronella Van Daan | Hisako Kyouda   |
| Peter Van Daan      | Katsuji Mori    |
| Miep Gies           | Saiko Egawa     |
| Albert Düssel       | Eisuke Yoda     |
| Narratrice          | Fumie Kashiyama |

## Colonna sonora
Le canzoni sono state composte ed arrangiate da Kōichi Sakata su testi di Tokiko Iwatani e cantate dai Seagulls.
- Ai ga aru ashita ga aru (愛がある明日がある, lett. "Ci sarà un domani con amore") (tema iniziale)

- Kamome ni natta shōjo (かもめになった少女, lett. "La ragazza che diventò un gabbiano") (tema finale)